# Daimler-Benz DB 601

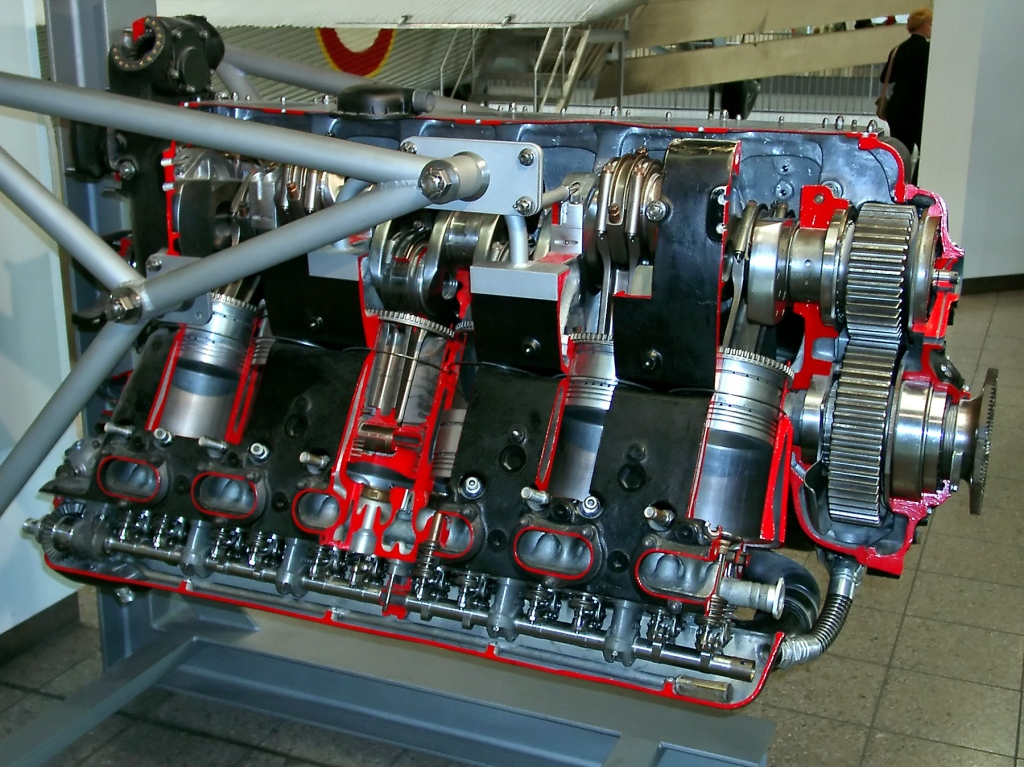
Daimler-Benz DB 601 A

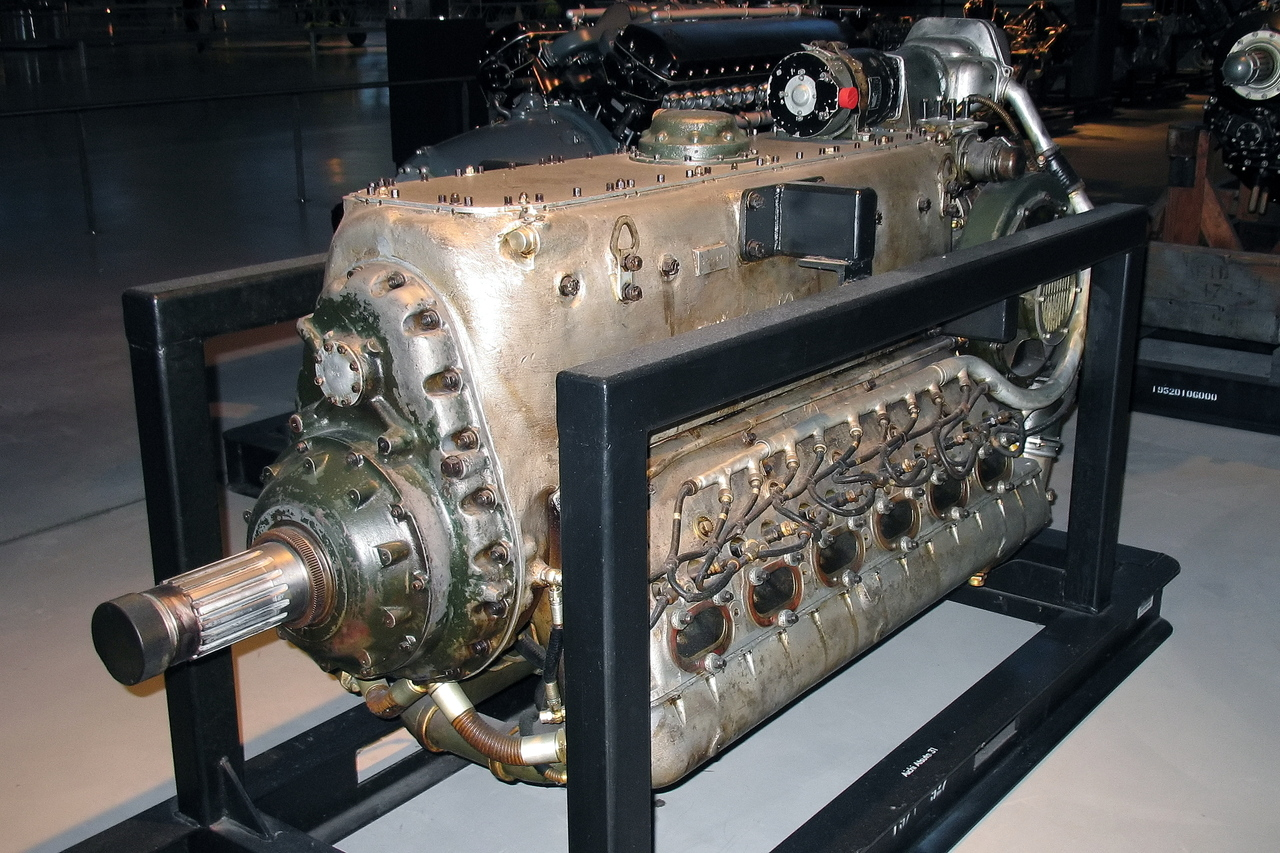
Aichi Atsuta 31 (in Lizenz gefertigter DB 601 A)

Der Daimler-Benz DB 601 war ein flüssigkeitsgekühlter Zwölfzylinder-Flugmotor mit 33,9 Litern Hubraum und Benzindirekteinspritzung, der in vielen deutschen Militär- und Rekordflugzeugen zum Einsatz kam. Er wurde bei Daimler-Benz ab 1934 aus dem hubraumgleichen Vergasermotor DB 600 entwickelt.
Daimler-Benz und diverse Vertragsfirmen stellten im Deutschen Reich zwischen 1937 und 1943 insgesamt 19.180 Stück her. Als Lizenzbau wurde der DB 601 auch in den verbündeten Achsenmächten Italien und Japan gefertigt.

## Geschichte
Unter der Leitung von Hans Scherenberg wurde bei Daimler-Benz in Stuttgart in Zusammenarbeit mit der Robert Bosch AG (seit 1937 Robert Bosch GmbH) die Umstellung des DB 600 auf Benzineinspritzung zur Serienreife gebracht. Nach den ersten erfolgreichen Probeläufen im Jahre 1935 begann die Fertigung des DB 601 im November 1937. Der Motor wurde bis 1943 im Daimler-Benz-Werk Berlin-Marienfelde, bei der Daimler-Benz Motoren GmbH in Genshagen, den Niedersächsischen Motorenwerken (NIEMO) in Braunschweig-Querum und beim Henschel Flugmotorenbau (HFM) in Altenbauna bei Kassel hergestellt.
Im Jahr 1940 betrugen im Werk Genshagen bei einer Fertigungszeit von 2820 Stunden die Kosten für einen Motor 29.200 Reichsmark, was nach heutiger Währung und inflationsbereinigt einem Preis von rund 148.000 Euro entspricht.
Der DB 601 kam in deutschen Kampfflugzeugen wie der Messerschmitt Bf 109 E und F,  Bf 110 C bis F, Me 210, Heinkel He 100, He 111 P, Dornier Do 215 und der Fieseler Fi 167 zum Einsatz.
Lizenzen zum Nachbau wurden an Alfa Romeo, Fiat, Aichi und Kawasaki vergeben. Der DB 601 gehörte zu den zuverlässigsten und robustesten deutschen Flugmotoren des Zweiten Weltkriegs.

### Rekorde
- am 11. November 1937 wurde ein neuer Geschwindigkeitsweltrekord für Landflugzeuge von 610,950 km/h mit einer Messerschmitt Bf 109 V13 mit DB-601-Re/III-Motor mit 1660 PS (1221 kW) erzielt, Pilot war Hermann Wurster.
- am 5. Juni 1938 wurde mit 634,730 km/h ein neuer Geschwindigkeitsweltrekord für Landflugzeuge über eine 100-Kilometer-Strecke mit einer Heinkel He 100 V2 mit DB-601-Re/III-Motor mit 1660 PS (1221 kW) erzielt, Pilot war Ernst Udet.
- am 8. Juni 1938 wurde von Flugkapitän Kindermann ein neuer Höhenweltrekord mit 5 bzw. 10 Tonnen Zuladung mit einer Junkers Ju 89 V2 mit vier DB-601-Re/IV-Motoren mit je 2060 PS (1515 kW) erzielt. Die Höhe betrug 9312 bzw. 7242 Meter.
- am 30. März 1939 gelang Hans Dieterle ein neuer absoluter Geschwindigkeitsweltrekord über eine Strecke von 3 Kilometern von 746,606 km/h mit einer Heinkel He 100 V8 mit DB-601-Re/V-Motor mit 2770 PS (2037 kW).
- am 26. April 1939 konnte Pilot Fritz Wendel den absoluten Geschwindigkeitsweltrekord über eine Strecke von 3 Kilometern mit einer Messerschmitt Me 209 V1 mit DB-601-Re/V-Motor mit 2770 PS (2037 kW) auf 755,138 km/h steigern.

## Versionen
- DB 601 A-1 – Standardversion mit 1100 PS (809 kW) Startleistung über 1 Minute (erhöhte Kurzleistung) bzw. 990 PS (728 kW) über 5 Minuten Kurzleistung
  - DB 601 B-1 – Version für zweimotorige Flugzeuge wie die Messerschmitt Bf 110 mit reduzierter Propellerdrehzahl
- DB 601 Aa – Exportversion mit höherer Leistung, aber geringerer Volldruckhöhe, 1175 (864) bzw. 1045 PS (769 kW) Startleistung (1 Minute/5 Minuten)
  - DB 601 Ba – Version für zweimotorige Flugzeuge wie die Messerschmitt Bf 110 mit reduzierter Propellerdrehzahl
- DB 601 N – höhenoptimierter Motor, C3-Sonderkraftstoff, größere Volldruckhöhe, 1175 PS (864 kW) Startleistung, 3 Minuten Start- und Notleistung
  - DB 601 P – Version für zweimotorige Flugzeuge wie die Messerschmitt Bf 110 mit reduzierter Propellerdrehzahl
- DB 601 E – größere Überarbeitung des DB 601, Druckwasserkühlung für höhere Betriebstemperaturen, bis 1350 PS (993 kW) Startleistung
  - DB 601 F – Version für zweimotorige Flugzeuge wie die Messerschmitt Bf 110 mit reduzierter Propellerdrehzahl
  - DB 601 G – Version für langsame mehrmotorige Flugzeuge wie Bomber, weiter reduzierte Propellerdrehzahl
- DB 606 A/B – zwei gekoppelte DB 601 F oder G auf eine Propellerwelle wirkend, fast nur bei Heinkel He 177 eingesetzt

Alle Leistungsdaten gelten für Meereshöhe. Die für die Dauer von einer Minute erhöhte Kurzleistung war in der Regel nur bei Bombern und Jagdbombern vorhanden, um einen Start mit Überlast zu ermöglichen. Kurzleistung bzw. Start- und Notleistung war in allen Maschinen vorhanden, sofern es nicht gesperrt war. Die Motoren DB 601 N und E sowie deren Varianten waren anfangs nur für eine Steig- und Kampfleistung von 1020 (750) bzw. 1200 PS (883 kW) freigegeben.

### Lizenzversionen
- Aichi Atsuta – in Japan gebaute Variante des DB 601 Aa, eingesetzt in der Aichi M6A und Yokosuka D4Y
- Kawasaki Ha-40 – in Japan gebaute Variante des DB 601 Aa, eingesetzt in der Kawasaki Ki-61
- Alfa Romeo R.A.1000 R.C.41-I „Monsone“ – in Italien gebaute Variante des DB 601 Aa, eingesetzt in Reggiane Re.2001- und Macchi MC.202-Flugzeugen.
- M-500 – vorgesehene sowjetische Kopie des DB 601 Ea, die nach einem Beschluss des Politbüros vom 14. Oktober 1940 im ZIAM unter der Leitung von Wladimir Dolleschal entwickelt und im GAZ gebaut werden sollte. Bis zum 1. Dezember 1941 war die Übergabe der ersten 25 Stück vorgesehen. Das OKB Jakowlew wurde angewiesen, ein entsprechendes Jagdflugzeug zu entwerfen. Der Kriegsausbruch verhinderte die Verwirklichung und am 25. Juli 1941 wurden alle Arbeiten eingestellt.[2]

## Technische Daten DB 601 A-1
- Zwölfzylinder-V-Motor mit 60° Bankwinkel mit hängenden Zylindern (Kurbelwelle oben; auch „A-Motor“ genannt)
- Ventilsteuerung: je Zylinderbank eine über Königswelle angetriebene obenliegende Nockenwelle (OHC), die je Zylinder zwei Einlass- und zwei natriumgekühlte Auslassventile betätigt (Vierventiltechnik), Benzindirekteinspritzung, Doppelzündung
- Bohrung: 150 mm
- Hub: 160 mm
- Hubraum: 33,9 l
- Verdichtungsverhältnis: 6,9:1
- linksseitig ein Radialkompressor, stufenlos über eine barometrisch geregelte hydraulische Kupplung angetrieben
- Startleistung: 1100 PS (809 kW) bei 2400 min−1
- Literleistung: 32,4 PS/l (23,9 kW/l)
- Volldruckhöhe: 4500 m
- Kühlung: Flüssigkeit (Glykol-Wasser-Gemisch als Kühlmittel)
- Schmierung: Trockensumpfschmierung mit einer Druck- und zwei Saugpumpen (je Zylinderkopf eine)
- Trockenmasse: 610 kg
- Gewichtsbezogene Leistung: 1,8 PS/kg (1,3 kW/kg)
- Treibstoff: Benzin, Typ B4 mit einer Oktanzahl von 87 ROZ